# 出耒田敬
出耒田 敬（できた たかし、1991年8月13日 - ）は、日本の元男子バレーボール選手。

## 来歴
北海道出身。兄の影響で中学1年次よりバレーボールを始める。札幌市立星置中学校、札幌第一高等学校卒業。筑波大学体育専門学群在学中は、インターンシップとしてVチャレンジリーグのつくばユナイテッドSun GAIAに所属した。
ユース、ジュニア世代の日本代表に入り、2011年頃から日本代表登録メンバーとなった。
2013年11月、堺ブレイザーズ（現・日本製鉄堺ブレイザーズ）の内定選手となった。2014年入団。
2014年6月、東京オリンピックの強化指定選手である「Team CORE」のメンバーに選出された。
2021年、堺のキャプテンに就任した。2021年11月6日、V1リーグのJTサンダーズ広島戦（堺市・堺市立大浜体育館）でVリーグ通算230試合出場となり、Vリーグ特別表彰制度の「Vリーグ栄誉賞」の表彰基準に到達し、シーズン終了後に受賞した。
2024年、現役引退が発表された。

## 球歴
- 2008年 - アジアユースバレーボール選手権準優勝。
- 2010年 - アジアジュニアバレーボール選手権優勝。
- ユニバーシアード
  - 2013年 第27回 カザン大会

- 日本代表（2011-2019年）
  - ワールドリーグ - 2011年[14]、2013年[15][16]、2014年[17]、2015年[18]、2016年[19]、2017年[20]
  - 世界選手権 - 2014年アジア最終予選[21]

## 所属チーム
- 札幌市立星置中学校
- 札幌第一高等学校
- 筑波大学
  - つくばユナイテッドSun GAIA（インターン）
- 堺ブレイザーズ/日本製鉄堺ブレイザーズ （2014-2024年）

## 受賞歴
- 2011年 - 2010/11 V・チャレンジリーグ スパイク賞、最優秀新人賞
- 2022年 - 2021-22 V.LEAGUE DIVISION1 MEN Vリーグ栄誉賞